# Fredskrudtmagasin
Et fredskrudtmagasin er, som navnet antyder, et krudtmagasin som blev brugt til at opbevare krudt, patroner og granater i fredstid. I krigstid blev ammunitionen flyttet til forsvarsanlæggene. Når magasinerne tømtes, kunne de bruges til indkvartering af soldater.

## Vestvolden
Ved opførelsen af Københavns vestvold (1888-1892) blev der anlagt fem fredskrudtmagasiner, hvert bestående af ét rum med et gulvareal på 55 m². Disse blev i 1903-5 suppleret med seks større magasiner, de såkaldte Madsenske fredskrudtmagasiner, opkaldt efter krigsminister V.H.O. Madsen). Bygningerne består af seks opbevaringskasematter bygget ind i volden, og en forbindelsesgang. I hver kasemat kunne der sove 36 soldater. De blev bygget ind i Vestvolden som erstatning for de store krudtmagasiner på Amager, farlig tæt på København. Da oppositionen fandt ud af, at de kunne bruges af voldens besætning til at overnatte i under krig kom der voldsomme diskussioner, da der var lavet et forlig i 1890'erne om ikke at udbygge Københavns befæstning.
Et af fredskrudtmagasinerne på Vestvolden er i dag ombygget til café, Krudtcaféen. 

## Eksterne hevisninger
- Beskrivelse af fredskrudtmagasinerne på Vestvolden (Webside ikke længere tilgængelig)

55°39′50.7″N 12°25′31.2″Ø / 55.664083°N 12.425333°Ø